# Eleftherotypia
Eleftherotypia (griechisch Ἐλευθεροτυπία / „Pressefreiheit“) war eine in Athen erscheinende Tageszeitung, die im linken Meinungsspektrum angesiedelt war. Sie war eine der am weitesten verbreiteten Zeitungen des Landes. Eleftherotypia gab auch eine Sonntagsausgabe Kyriakatiki Eleftherotypia (griechisch Κυριακάτικη Ἐλευθεροτυπία) heraus, diese veröffentlichte unter anderem Beiträge aus Le Monde diplomatique. Die Zeitung existierte von 1975 bis November 2014.

## Geschichte
Eleftherotypia, die 1975 erstmals erschien, gehörte ihren Journalisten, bis die Brüder Tegopoulos sie übernahmen. Die spätere Herausgeberin war Mania Tegopoulou, die auch die traditionell sozialistische Ausrichtung des Blattes beibehalten hat. 1978 erwarb der Unternehmer Arīs Voudourīs 49 % der Anteile. Jeden Mittwoch enthielt die Zeitung das Comic-Magazin „9“, das wöchentlich über circa 200.000 Leser verfügte. Dieses Magazin veranstaltete regelmäßig Comic-Ausstellungen und jedes Jahr einen Wettbewerb für junge talentierte Comic-Zeichner.
Im Zuge der griechischen Finanzkrise wurde im Juli 2011 ein kompletter Zahlungsstopp für die Gehälter aller Angestellten verfügt. Es waren ca. 700 Menschen betroffen. Trotzdem wurde die Zeitung zunächst weiter herausgegeben. Anfang 2012 erschien die Zeitung jedoch nicht mehr und die Besitzer stellten Insolvenzantrag.
Ab Mitte Februar 2012 brachten Mitglieder der Belegschaft die Wochenzeitung Eleftherotypia der Redakteure in Selbstverwaltung heraus.
Seit dem 10. Januar 2013 erschien die Eleftherotypia nach der krisenbedingten Pause wieder täglich, wurde jedoch im November 2014 vom neuen Herausgeber Harris Ikonomopoulos nach mehreren Streiks, bei denen die Belegschaft ihre seit Monaten ausstehenden Gehälter einforderte, endgültig eingestellt.

## Inhalte
Die Zeitung vertrat eine globalisierungskritische Haltung, die auch eine distanzierte Haltung zur aktuellen Politik der US-Regierung beinhaltete. Seit dem Neuerscheinen der Zeitung im Januar 2013 gestalteten Kostas Koufogiorgos und Vaggeli Papavasiliou die tägliche politische Karikatur der Eleftherotypia.

## Kritik
Im Dezember 1975 wurde der Leiter der CIA-Niederlassung in Athen, Richard Welch von der Terroristengruppe 17. November ermordet. Ein Bekennerschreiben wurde an die Eleftherotypia versandt, die es am folgenden Tag veröffentlichte. Bis zur Verhaftung der Mitglieder der Terroristengruppe im Jahre 2002 wurden noch mehrmals Mitteilungen derselben in der Zeitung Eleftherotypia veröffentlicht. Auch andere linksextreme Terroristengruppen wie ELA sowie kleinere anarchistische Gruppierungen sandten ihre Schreiben bevorzugt der Eleftherotypia, z. B. um sich zu Bombenattentaten in Athen zu bekennen.
Kritiker warfen den Zeitung vor, sie würde solche Bekennerschreiben und Manifeste kritiklos veröffentlichen, sowie dass sie es bis 2001 stets unterlassen hat, terroristische Akte zu verurteilen. Redakteure der Eleftherotypia übten Kritik an Anti-Terror-Gesetzen weltweit. Der Zeitung wurde von Kritikern vielfach die Unterstützung von Terrorismus vorgeworfen.
Im November 2005 befand ein Athener Berufungsgericht den Verlag (Tegopoulos-Verlag), den Redakteur Serafim Fintanidis und zwei weitere Mitarbeiter der Eleftherotypia für schuldig, mit einem Artikel über den Prozess gegen die Terroristengruppe 17. November den Staatsanwalt Christos Lambrou verleumdet zu haben. Sie wurden zur Zahlung von je 60.000 Euro an Lambrou verurteilt.